# Sorin Bușe
Petru Sorin Bușe⁠ (ur. 16 sierpnia 1960 w Bukareszcie) – rumuński menedżer i inżynier, w latach 2016–2017 minister transportu i infrastruktury.

## Życiorys
W 1979 ukończył szkołę średnią ze specjalizacją w elektrotechnice. W latach 1980–1985 studiował inżynierię mechaniczną w Instytucie Politechnicznym w Bukareszcie, następnie zatrudniony jako inżynier projektant w firmie Electronica. W 1990 wyemigrował do Kanady, gdzie początkowo pracował dla dostawców koncernów motoryzacyjnych. Od 1995 do 2008 związany z Toyota Motor Manufacturing Canada, obejmował stanowiska dyrektorskie, był m.in. zastępcą dyrektora generalnego przedsiębiorstwa. W 2008 rozpoczął pracę dla Renault, zajmował się początkowo strategią rozwoju koncernu w Rosji, a w 2010 został dyrektorem generalnym Renault Technologie Roumanie.
W lipcu 2016 objął stanowisko ministra transportu i infrastruktury w rządzie Daciana Cioloșa. Zakończył pełnienie tej funkcji wraz z całym gabinetem w styczniu 2017. W 2018 został doradcą lidera Partii Narodowo-Liberalnej Ludovika Orbana.

## Odznaczenia
Odznaczono go Orderem Narodowym Zasługi V klasy.